# Báró Eötvös József összes munkái

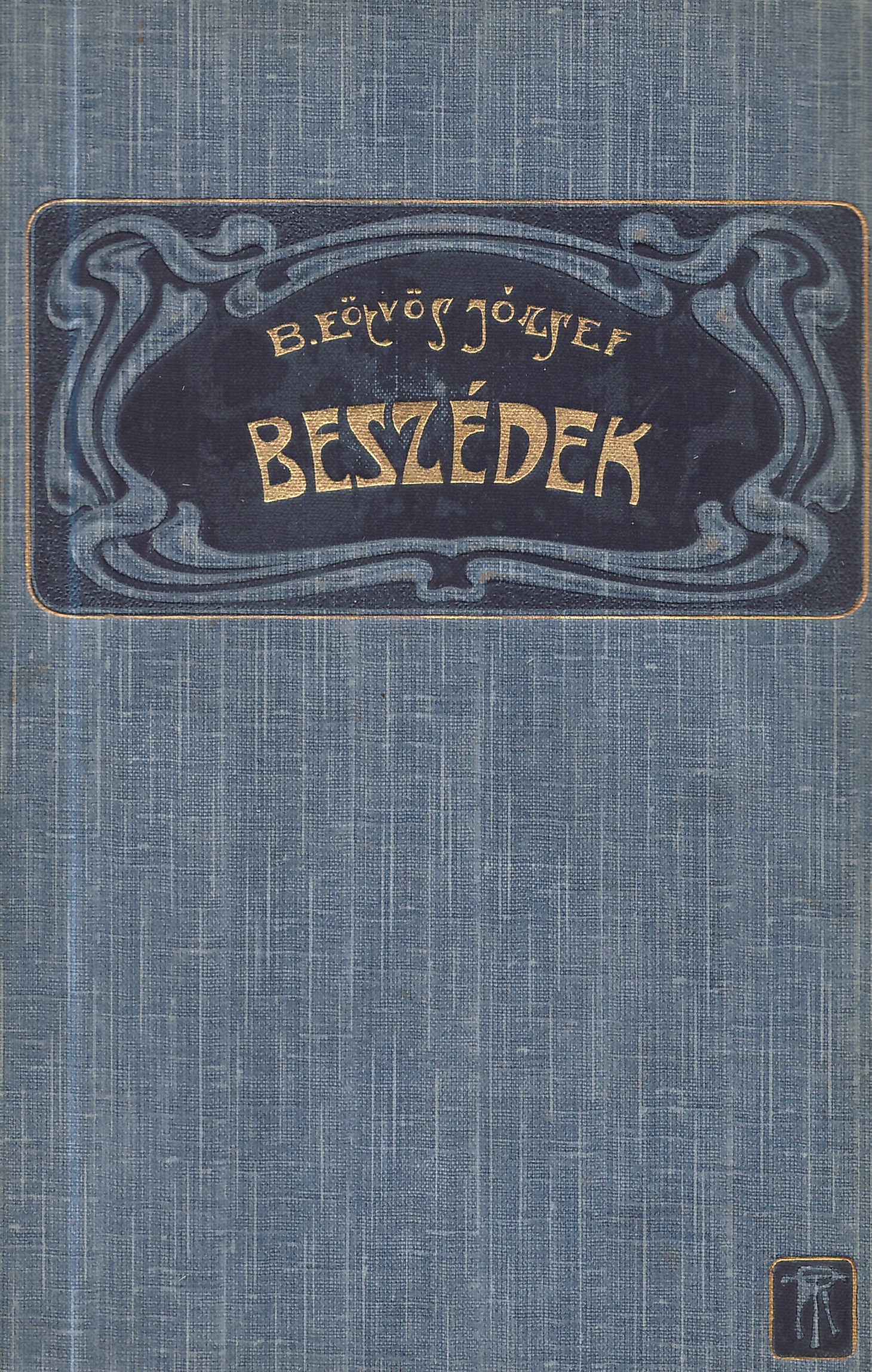
A Beszédek című kötet borítója

A Báró Eötvös József összes munkái című, szépirodalmi könyvsorozatot 1901–1909 között adták ki, díszes kötésben, igényes nyomdai kivitelben. A sorozat a következő köteteket tartalmazta:
- I. köt. A karthausi. (III és 520 l.)
- II. és III. kötet. A falu jegyzője. 2 kötet. (410, 418 l.)
- IV. és V. kötet. Magyarország 1514-ben. 2 kötet. (444, 418 l.) 1909.
- VI. kötet. A nővérek. (512 l.) 1905.
- VII. kötet. Elbeszélések. (461 l.) 1905.
- VIII–X. kötet. Beszédek. 3 kötet. (315, 304, 408 l.) 1905.
- XI. kötet. Kelet népe és Pesti Hirlap – Reform. (336 l.)
- XII. kötet. Tanulmányok. (276 l.)
- XIII–XV. kötet. A XIX. század uralkodó eszméinek befolyása az álladalomra. 3 kötet. (384, 328, 232 l.)
- XVI. kötet. A nemzetiségi kérdés. (289 l.)
- XVII. kötet. Kisebb politikai cikkek. (366 l.)
- XVIII. kötet. Költemények. Színművek. (422 l.)
- XIX. kötet. Gondolatok. (340 l.)
- XX. kötet. Levelek. Életrajz. – Irta Voinovich Géza dr. A Magy. Tud. Akadémiánál az Országos Eötvös-bizottság pályázatán kétezer koronás pályadíjat nyert tanulmány. (329 l., báró Eötvös József arcképével.)